# أبو سعيد عثمان الأول
أبو السعيد عثمان الأول أو عثمان بن يغمراسن بن زيان (توفي في 6 يوليو 1304م بتلمسان) السلطان الثاني للدولة الزيانية، تولى الحكم بعد وفاة ابيه يغمراسن بن زيان سنة 1283م حتى وفاته سنة 1304م.

## نسبه
هو عثمان بن يغمراسن بن زيان بن ثابت بن محمد بن زقراز بن تيدوغيس بن طاع الله بن علي بن عبد القاسم بن عبد الواد، من عائلة بني زيان التي يرجع نسبها إلى بني عبد الواد، و هي قبيلة من قبائل زناتة الامازيغية.

## حكمه
استقر بتلمسان و جعلها مقر حكمه، فسار على منهاج والده وأكمل فتوحاته التوسعية للمملكة، ففتح مازونة وتنس. كما توسع نحو الجنوب عن طريق اخضاع القبائل البدوية وبناء مراكز تجارية تلتقي قي تلمسان، مما جعل مدينة تلمسان تلعب دورا تجاريا عظيما.
و بصورة حكيمة، بعث عثمان بهدايا إلى السلطان الحفصي في تونس بغية الصداقة، وبذلك دخل في علاقات جيدة مع جيرانه في الشرق. كما عقد سنة 1286م معاهدة تجارية بين المملكة الزيانية ومملكة أراغون الإسبانية، أين تم بموجبه بناء مركز تجاري في منطقة الشمال الشرقي للمشور وهي سوق القيصرية أو سوق قيصر.
ومع ذلك، فإن الدولة الزيانية، منذ نشأتها، كانت في نزاع مع المرينيين في المغرب الاقصى. فعندما تولى السلطان المريني أبو يعقوب يوسف الناصر الحكم، قام عثمان بإثارة تمرد بعض أفراد عائلته الذين حاولوا إقصائه، بما في ذلك ابنه أبوعامر، وعندما علم أبو يعقوب يوسف بمؤامرة ابنه، قدم عثمان المأوى لهذا الأخير في تلمسان، جنبا إلى جنب مع أنصاره. وسرعان ما تصالح أبي يعقوب مع ابنه، مطالباً بإعدام أنصاره المتآمريين ضده، لكن أبي سعيد عثمان رفض تقديمهم له. رداً على هذا، قام أبو يعقوب بإرسال أسطول قام بحصار بحري على مملكة تلمسان في 1290م، لكنه سرعان ما بات بالفشل.

## حصار تلمسان
بعد خمس سنوات، وبعد أن أنهى أبو يعقوب يوسف الناصر حملاته في الأندلس، شكل جيشاً كبيراً ومتنوعا يتألف من فرسان من قبائل البربر والعرب، ورماة اندلسيون، ومرتزقة قشتالية، وأراغونية، فقاد حملة كبيرة ضد مملكة تلمسان. فبدأ الجيش المريني بفتح تاوريرت في عام 1295م، و وجدة عام 1296، وتاونت وندرومة في عام 1297م، قبل أن يصلوا أمام تلمسان في مايو 1299م، ليبدأوا واحدة من أطول حصارات التاريخ، والتي أستمرت ثماني سنوات، واستقر أبو يعقوب من أجل حصار طويل، حيث أقام معسكراً للحصار تحول إلى مدينة حقيقية تعرف باسم "المحلة المنصورة"، مع الأسواق والحمامات العامة والقصور والمساجد الخاصة بها. ومن هناك، أجرى الحصار ضد تلمسان، بينما أرسل مفارز للاستيلاء على ما تبقى من الممتلكات الساحلية لسلطنة عبد الواد.و في هذا الوقت، كان عثمان يحاصر مدينة بجاية الساحلية الهامة، فعندما علم أن جيوش المرينيين قد وصلت إلى عاصمته، سارع للوصول إلى تلمسان. و قد دافع عنها الزيانيون بشراسة طيلة الحصار.

## وفاته
توفي أبي سعد عثمان في 6 يونيو عام 1304م، وهو العام الخامس من الحصار، بسبب سكتة دماغية في بركة قصره. تولى ابنه أبو زيان محمد الأول مكانه في العرش.